# Municipio de Prairie Lake
El municipio de Prairie Lake (en inglés: Prairie Lake Township) es un municipio ubicado en el condado de St. Louis en el estado estadounidense de Minnesota. En el año 2010 tenía una población de 50 habitantes y una densidad poblacional de 0,54 personas por km².

## Geografía
El municipio de Prairie Lake se encuentra ubicado en las coordenadas 46°49′6″N 93°1′15″O / 46.81833, -93.02083. Según la Oficina del Censo de los Estados Unidos, el municipio tiene una superficie total de 92.46 km², de la cual 91,66 km² corresponden a tierra firme y (0,87 %) 0,8 km² es agua.

## Demografía
Según el censo de 2010, había 50 personas residiendo en el municipio de Prairie Lake. La densidad de población era de 0,54 hab./km². De los 50 habitantes, el municipio de Prairie Lake estaba compuesto por el 100 % blancos. Del total de la población el 0 % eran hispanos o latinos de cualquier raza.